# Euclea racemosa
Euclea racemosa là một loài thực vật có hoa trong họ Thị. Loài này được L. mô tả khoa học đầu tiên năm 1774.

## Hình ảnh

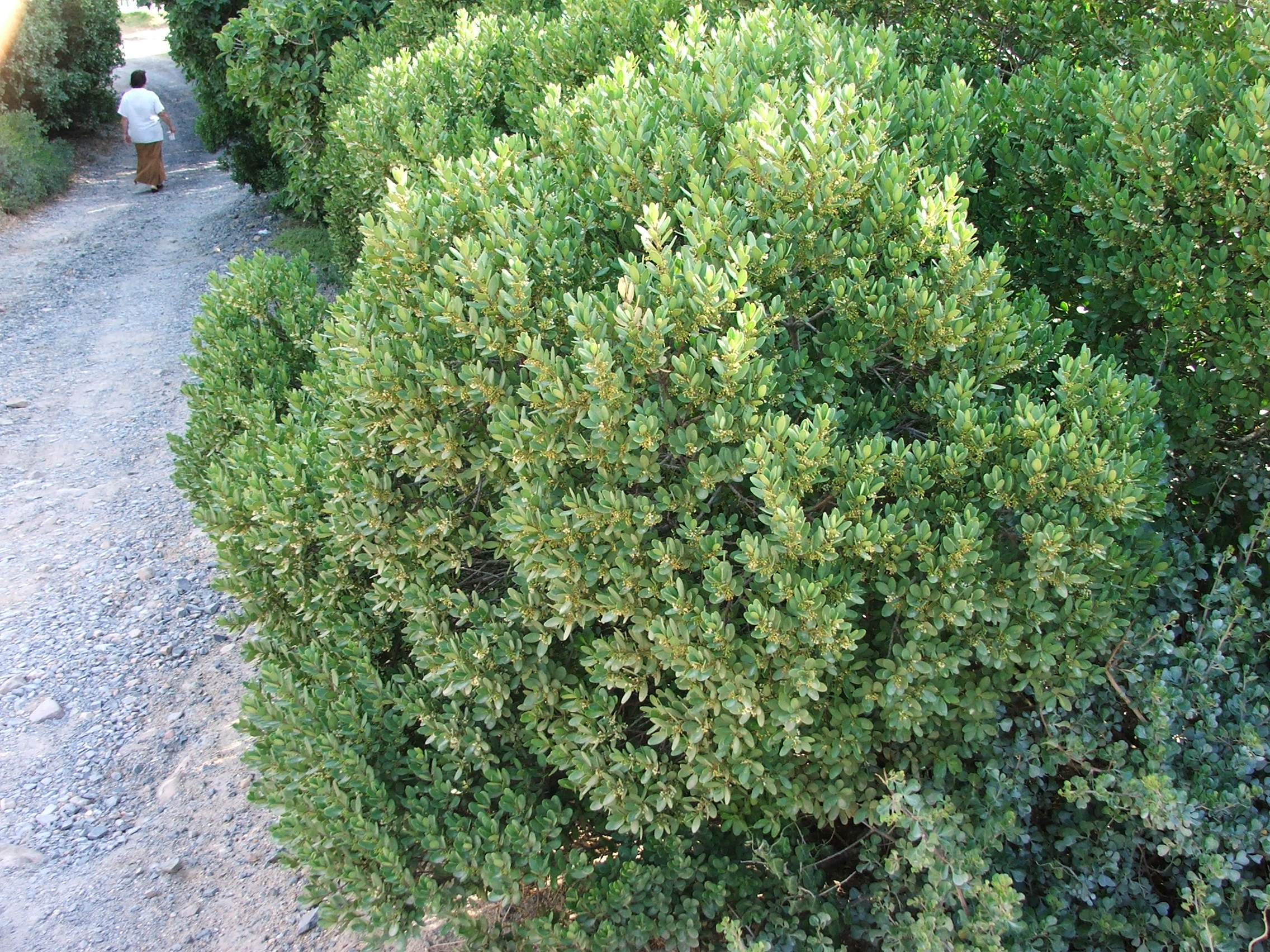
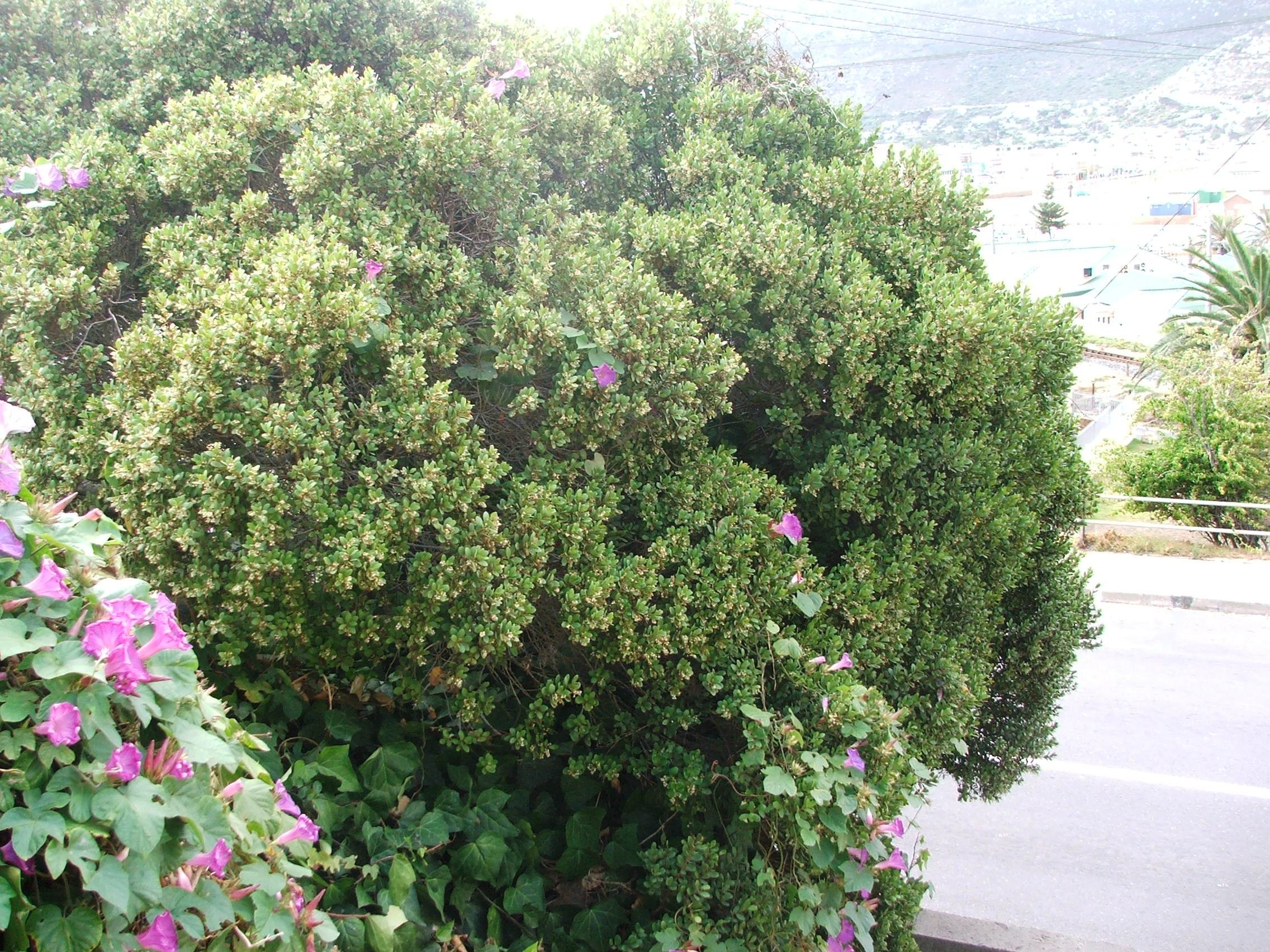
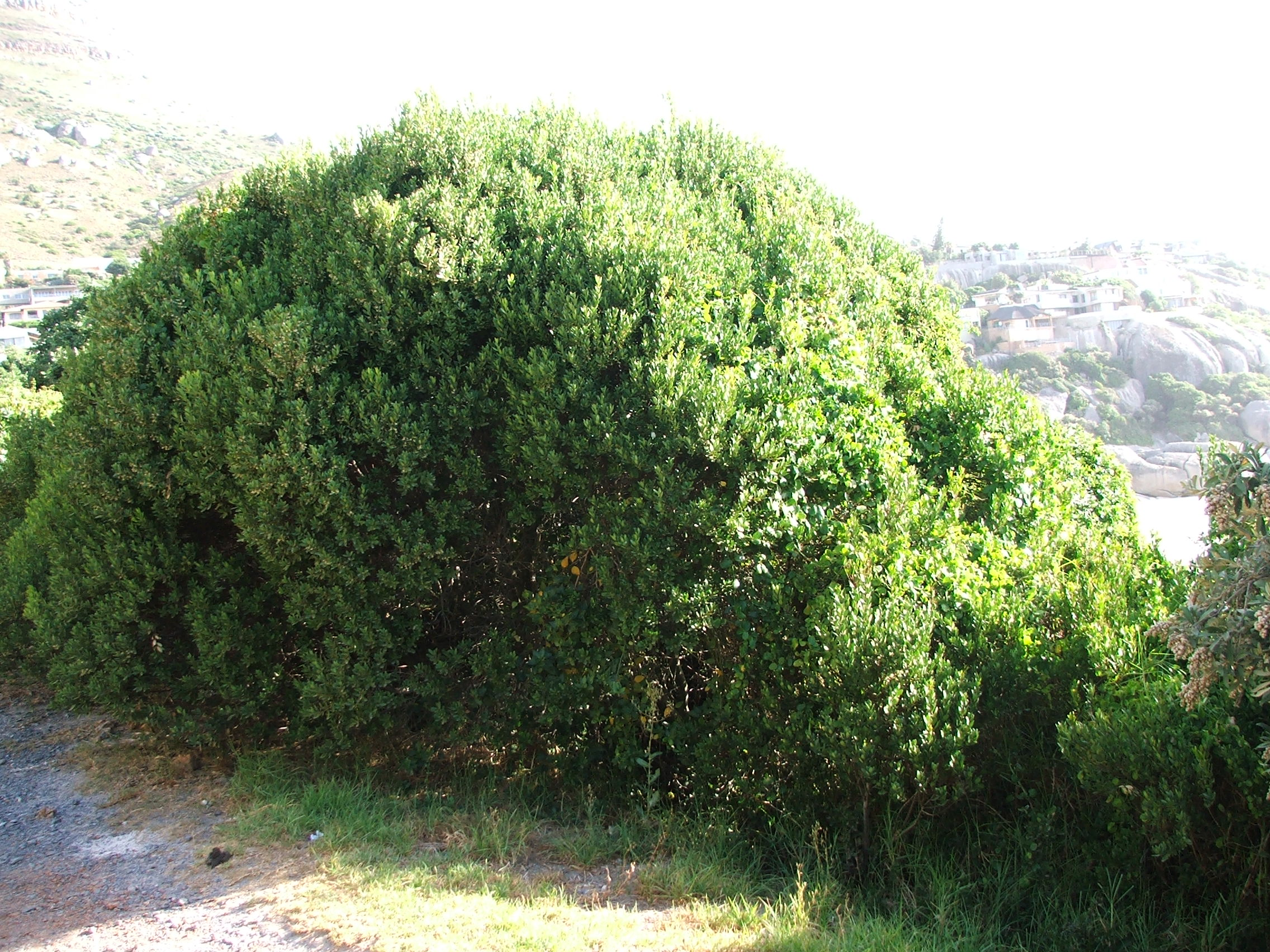
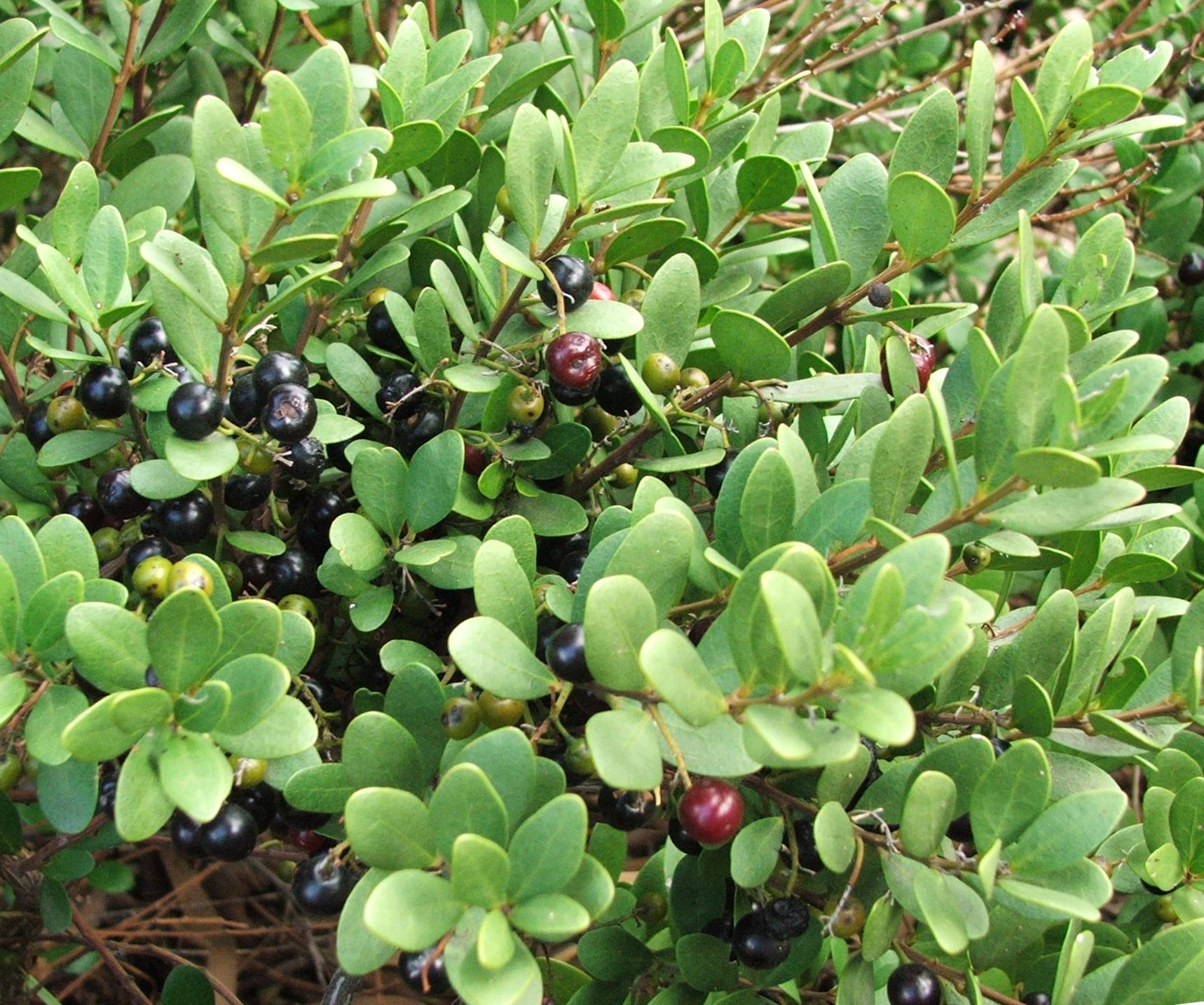